# Westfälischer Kunstverein

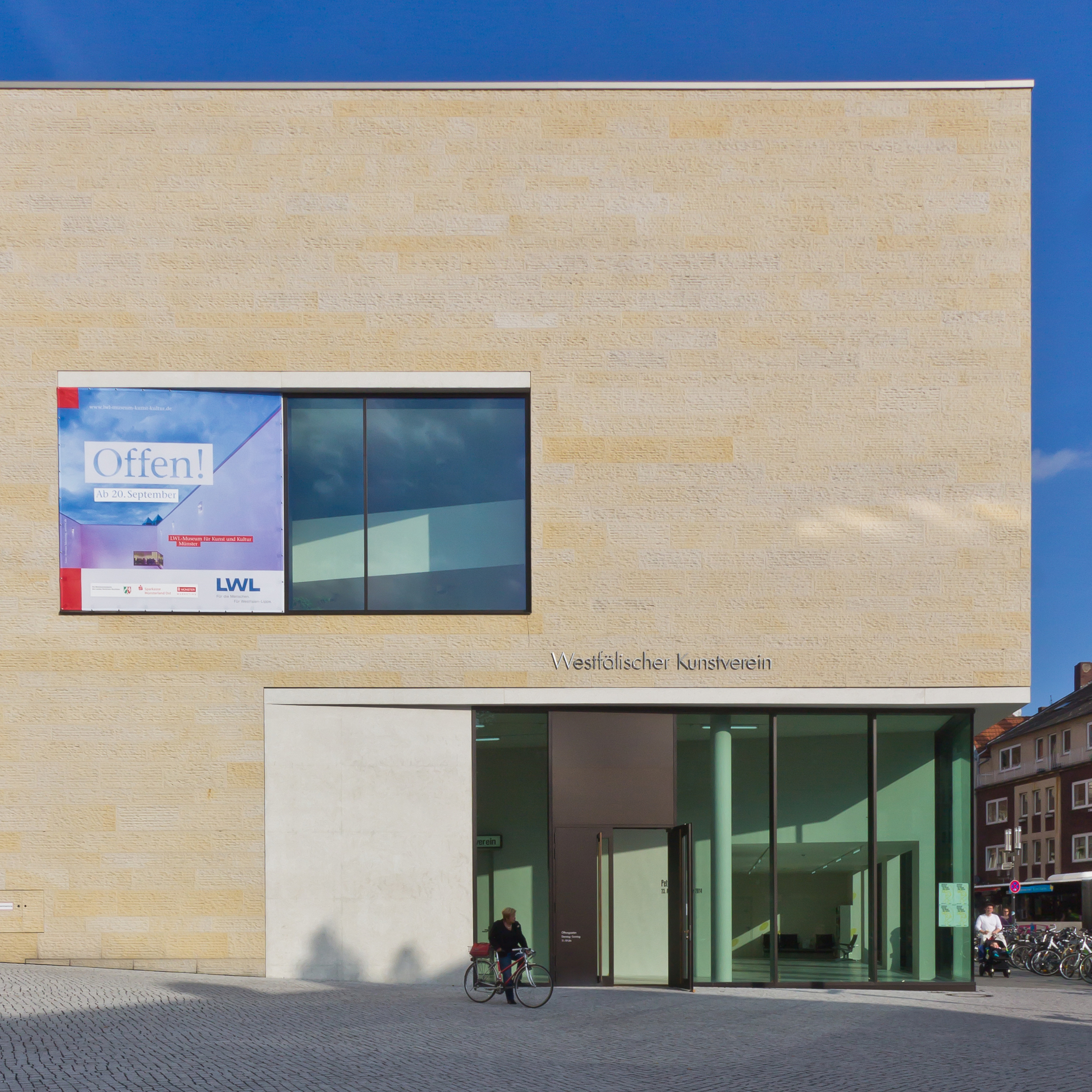
Sitz des Westfälischen Kunstvereins im Neubau des LWL-Museums seit 2014 an der Rothenburg (2014)

Der Westfälische Kunstverein ist ein gemeinnütziger und eingetragener Verein mit Sitz in Münster, der sich der Vermittlung zeitgenössischer Kunst widmet. Er ist einer der ältesten deutschen Kunstvereine.

## Geschichte
(Quelle:)
Der Westfälische Kunstverein wurde 1831 von Bürgern der Stadt Münster zu dem Zweck gegründet, „nach Möglichkeit ächten Kunstsinn, und in künstlerischen Leistungen erkannten guten Geschmack zu verbreiten.“ Mit anfänglich 50 Mitgliedern veranstaltete der Kunstverein Ausstellungen zeitgenössischer Künstler, vornehmlich aus dem regionalen Umfeld. Bis 1856 bestand eine vom Verein gegründete Höhere Zeichenschule. Bereits damals wurde die Sammlertätigkeit des Kunstvereins aufgenommen, wodurch er heute über einen umfassenden Bestand mittelalterlicher Kunst verfügt.
Die erste Ausstellung des Vereins fand im Herbst 1832 in der Aula der Königlichen Theologischen und Philosophischen Akademie statt, bei der mehr als 200 Werke von Künstlern aus Münster gezeigt wurden. 1836 bekam der Verein mit dem Alten Stadtkeller einen eigenen Ausstellungsraum, bis das Gebäude 1902 abgebrochen wurde. Bis dato war die vorhandene Ausstellungsfläche bereits zu klein geworden. Eine Lösung wurde in einer Kooperation mit dem Altertumsverein für Westfalen gefunden. Letzterer steuerte mit dem 1908 gebauten Westfälischen Landesmuseum ausreichend Ausstellungsfläche bei, besaß jedoch keine Sammlung an Kunstwerken, während der Westfälische Kunstverein die Exponate einbrachte.
In den darauffolgenden Jahren verlagerte sich der Schwerpunkt der Sammlung in Richtung internationaler moderner Kunst. Im Ersten Weltkrieg dominierte das Kriegsgeschehen die Tätigkeiten und Ziele des Vereins. Nach Ende des Krieges gingen dem Verein die Finanzen aus, so dass er seinen Besitz versteigern musste. Während der Zeit des Nationalsozialismus gab es zusätzlich Repressalien gegenüber dem Verein: So wurde er der Reichskammer der bildenden Künste untergliedert und musste sich in Bezug auf die Ausstellungen dem Diktat der politischen Führung beugen. Mit der weitgehenden Zerstörung des Museums im Jahre 1944 mussten die Aktivitäten wieder eingestellt werden.
1946 nahmen der Verein und seine Geschäftsführer ihre Tätigkeit wieder auf. Sie widmeten sich in Ausstellungen der modernen Avantgarde und erlangten überregionale Bedeutung. Bereits 1958 zeigte Peter Leo Josef Albers und entlieh 1960 aus dem Amsterdamer Stedelijk Museum Gemälde von Vincent van Gogh und Piet Mondrian. Sein Nachfolger Dieter Honisch stellte 1964 Ossip Zadkine und Ernst Wilhelm Nay aus. Er vertiefte die Verbindung des Kunstvereins zu Josef Albers, als er diesen 1961 zu seinem ersten Siebdruck anregte. Ab den 1960er Jahren  wandelte sich der Themenschwerpunkt hin zu gegenwartsbezogener Kunst. Zusätzlich intensivierte der Verein wieder den Ankauf von zeitgenössischen Kunstwerken, der vom Publikum bereits in den 1950er Jahren gefordert wurde. Heute beschränkt sich die Sammel- und Ausstellungstätigkeit ausschließlich auf zeitgenössische Kunst.

## Ausstellungstätigkeit seit 1972

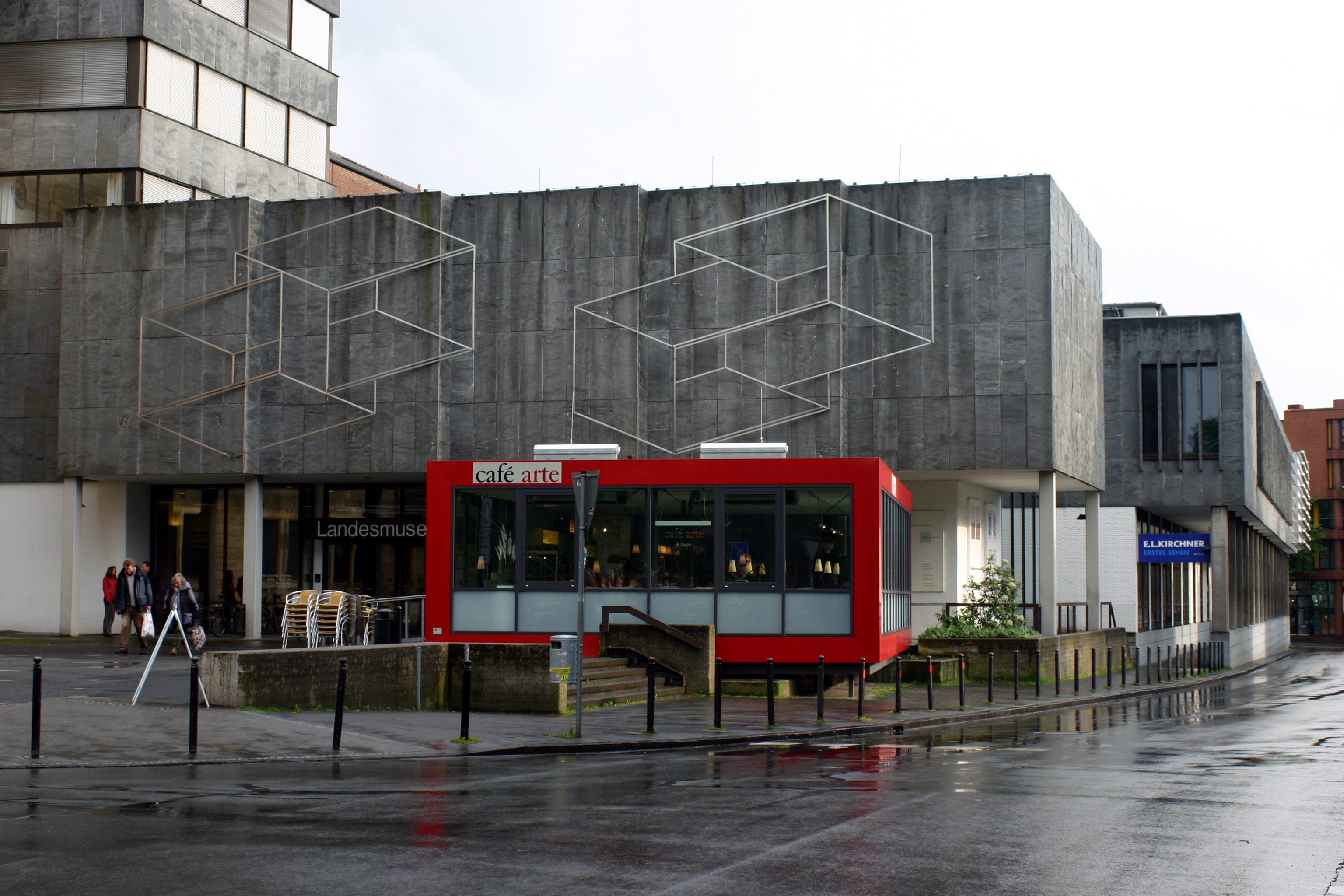
Erster Ausstellungsort des Westfälischen Kunstervereins Münster von 1972 bis 2009 im Oberlichtsaal über dem Haupteingang des Neubaus des Westf. Landesmuseums mit den Zwei Supraporten (1974) von Josef Albers am Domplatz Ecke Pferdegasse (2006)

Mit dem hinter den Zwei Supraporten von Josef Albers über dem Haupteingang im Obergeschoss des Neubaus des Westfälischen Landesmuseums gelegenen, großen Oberlichtsaal von Max von Hausen verfügte der Kunstverein von 1972 bis 2009 über seinen ersten eigenen Ausstellungsort. Seit 2014 liegt dieser im Neubau von Volker Staab an der Rothenburg.  
Von 1972 bis 1978 verfolgte der Geschäftsführer Klaus Honnef mit den Ausstellungen Arte Concreta, Konzept ist die Form, Lawrence Weiner, Sigmar Polke und Jörg Immendorff progressive Projekte. 1978 bis 1985 hatte Thomas Deecke die Direktion inne. In seine Amtszeit fielen 1981 das 150-jährige Jubiläum des Vereins und Ausstellungen wie Rebecca Horn, Der Eintänzer (1979); Sprachen jenseits von Dichtung (1979); Edward Kienholz, The Volksempfängers (1979); Roman Opalka (1981); Stephan Huber, Das Gottesreich fliegt: Der Kunstverein tanzt, Videokunst in Deutschland; Abraham David Christian, Der heilige Mensch, Alle Erde, Danzas contra la morte, Transit (1982). 
Seit 1985 nahm die neue Direktorin Marianne Stockebrand die Sammlungstätigkeit mit dem Erwerb von Blattserien etwa von Sol LeWitt und Christa Näher oder Aquarellen von Gerhard Richter wieder auf. In einem breiten Spektrum zeigte sie Cindy Sherman (1985/1986), Edward Ruscha (1986), Günther Förg (1986), Skulpturen von Katharina Fritsch (1989) und klassische Positionen des Minimalismus. Ab 1990 widmete sich der Geschäftsführer Friedrich Meschede verschiedenen Ansätzen der Installationskunst, unter anderem in Projekten mit Ulrich Görlich (1990/1991), Hubert Kicol (1990/1991), Jessica Stockholder und Ellsworth Kelly (1992). 
Der nachfolgende Direktor Heinz Liesbrock stellte erstmals die „Sammlung auf Papier“ aus der Sammlung des Kunstverein aus (1996). Andere Projekte widmete er aktuellen Tendenzen der Architektur: Rotterdam im 20. Jahrhundert: Utopie oder Realität (1993) und Architekturbüro Bolles/Wilson (1993/1994). Ausstellungen mit Malerei widmete er Künstlern wie Edward Hopper, Ad Reinhardt oder Giorgio Morandi. Seit 1999 übernahm Susanne Gaensheimer die Geschäftsführung. Ihr erstes Projekt war Inside-Out, eine Gruppenausstellung mit Werken von Tilo Schulz, Apolonija Sustersic und Nathan Coley. 2001 zeigte sie Tobias Rehbergers Maserati Quattroporte. Um die Kommunikation mit dem Publikum zu intensivieren, wurden zu allen Ausstellungen Künstlergespräche und Vorträge angeboten, parallel zu der Ausstellung Real Places fand der Kongress Where is the Center? statt. 
Von 2001 bis 2009 war Carina Plath Leiterin des Kunstvereins. Sie zeigte unter anderem die Ausstellungen formal social (2002); Prisoners von Paweł Althamer (2002), Wilhelm Sasnal (2003), Valérie Favre (2004), Matthew Buckingham (2005); und T,O,U,C,H,I,N,G – Wahrnehmung und Film (2005). Der Westfälische Kunstverein wurde 2008 auf der Art Cologne mit dem Preis für deutsche Kunstvereine der Arbeitsgemeinschaft Deutscher Kunstvereine (ADKV) ausgezeichnet. Plath wechselte zum Sprengel Museum Hannover, wo sie Kuratorin für die zeitgenössische Kunst und die Sammlung der Klassischen Moderne wurde.
Von 2010 bis 2012 versah Katja Schroeder die Leitung. Sie war bereits kommissarische Leiterin des Westfälischen Kunstvereins und zuvor beim Frankfurter Kunstverein als Kuratorin beschäftigt. Seit Januar 2013 ist Kristina Scepanski Direktorin des Westfälischen Kunstvereins. Neben Gruppenausstellungen zeigte Scepanski bisher Einzelschauen von Liz Magic Laser, Virginia Overton, Peter Wächtler, Nicolas Party und Camille Henrot, Nel Aerts, Sonia Kacem, Femke Herregraven, Cosima von Bonin + Tom Burr, Zin Taylor, Raphaela Vogel. 
Der Westfälische Kunstverein hat 950 Mitglieder, die zahlreiche Angebote und Vergünstigungen wie freien Eintritt, Teilnahme an Exkursionen und den Erwerb der Jahresgaben haben. Während des Abriss’ und Neubaus des Westfälischen Landesmuseums (ab 2009) besaß der Kunstverein keine festen Ausstellungsräume und nutzte für sein Ausstellungs- und Veranstaltungsprogramm wechselnde Orte in Münster. Obwohl das Landesmuseum erst im September 2014 wiedereröffnete, zog der Westfälische Kunstverein seine Ausstellungsräume im Neubau des Landesmuseums an der Rothenburg bereits im April 2013 und kehrte damit an seinen ursprünglichen Platz im Zentrum Münsters zurück. 
Neben den Ausstellungen für zeitgenössische Kunst organisiert der Verein Führungen, Vortragsreihen, Filmprogramme, Jazzkonzerte, Symposien, Kunstreisen und andere Anlässe. Er veranstaltet jährlich drei bis fünf Ausstellungen, die aktuelle Entwicklungen der bildenden Kunst vorstellen und bewerten. Begleitende Kataloge vertiefen die Informationen über einzelne Künstler oder thematische Zusammenhänge.

## Direktoren
Die Direktoren und Direktorinnen des Westfälischen Kunstvereins seit 1957 waren:
- 1957–1960: Peter Leo
- 1961–1965: Dieter Honisch
- 2001–2010: Carina Plath
- 1965–1966: Jürgen Wißmann
- 1967–1969: Friedrich Wilhelm Heckmanns
- 1970–1974: Klaus Honnef
- 1975–1978: Herbert Molderings
- 1978–1985: Thomas Deecke
- 1985–1989: Marianne Stockebrand
- 1989–1992: Friedrich Meschede
- 1992–1999: Heinz Liesbrock
- 1999–2001: Susanne Gaensheimer
- 2010–2012: Katja Schroeder
- seit 2013: Kristina Scepanski